# Distretto di Sitabamba
Il distretto di Sitabamba è uno degli otto  distretti della provincia di Santiago de Chuco, in Perù. Si trova nella regione di La Libertad e si estende su una superficie di 310,23 chilometri quadrati.